# Textularioidinae
Textularioidinae es una subfamilia de foraminíferos bentónicos de la familia Textulariidae, de la superfamilia Textularioidea, del suborden Textulariina y del orden Textulariida. Su rango cronoestratigráfico abarca el Holoceno.

## Clasificación
Textularioidinae incluye al siguiente género:
- Textularioides